# Hubo (Pays-Bas)
Pour les articles homonymes, voir Hubo (homonymie).

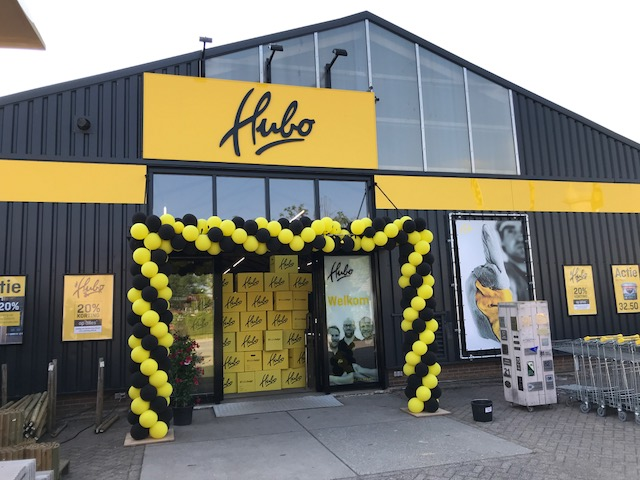
Un magasin Hubo à Meerkerk en 2018, avec la nouvelle identité visuelle.

Hubo est une chaîne de magasins de bricolage néerlandaise spécialisée dans la fourniture de matériaux et d’outils de bricolage. Hubo Pays-Bas et Hubo Belgique sont depuis 1992, deux entités distinctes. L’enseigne fait partie du groupe DGN Retail dont le siège social est situé à Apeldoorn en Gueldre.
En janvier 2012, on compte 177 magasins répartis à travers les Pays-Bas, ce qui en fait la plus grande chaîne de magasins de bricolage des Pays-Bas en nombre de magasins.
Le groupe DGN Retail comprend également les chaînes de bricolage Fixet, Multimate Bouwmarkt et anciennement Doeland. Le nom « Hubo » était l'abréviation de « Houthandel Utrecht Bedrijven Organisatie » (« Organisation des entreprises du commerce de bois d’Utrecht »).

## Histoire

### Création
En 1969, l’enseigne Hubo fut créé aux Pays-Bas sous le nom « Houthandel Utrecht Bedrijven Organisatie » (HUBO). 

### Années 1970 - 1990
En 1972, Hubo commença à ouvrir des magasins en Belgique. En 1974, il y avait un total d’environ 200 magasins aux Pays-Bas et en Belgique[réf. nécessaire]. 
Au cours des années 1970, l'enseigne a changé plusieurs fois de propriétaire avant d'être vendu avec Formido (qui a également été fondée par Houthandel Utrecht) au groupe KBB (aujourd'hui Maxeda) dans les années 1980. La chaîne de magasins de bricolage Praxis faisait déjà partie du groupe KBB à l'époque.[réf. nécessaire]
En 1992, la filiale Hubo Belgique est vendue à trois investisseurs belges[Lesquels ?]. Le 1er novembre 1995, Hubo est racheté par le groupe HDB,. 

### Depuis les années 2000
En juillet 2007, le groupe HDB fusionne avec le groupe Serboucom, pour ensuite créer la nouvelle entreprise Doe-het-zelf Groep Nederland (DGN).

### Identité visuelle

Logo de Hubo de 2011 à 2017
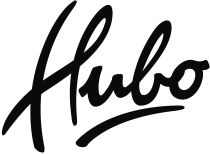
Logo de Hubo depuis 2017

### Traduction
- (nl)/(en) Cet article est partiellement ou en totalité issu des articles intitulés en néerlandais « Hubo Nederland » (voir la liste des auteurs) et en anglais « Hubo Netherlands » (voir la liste des auteurs).